# The MicroDreams Foundation
The MicroDreams Foundation — американская некоммерческая организация, которая занимается предоставлением микрокредитов в развивающихся странах Океании и Латинской Америки (Самоа, Тонга, Фиджи, Соломоновы Острова, Боливия, Эквадор и Перу). Фонд основан в 2002 году Грегори Касагранде как микрофинансовый акселератор для помощи молодым растущим социальным предприятиям и организациям, которые стремятся достигнуть финансовой самостоятельности (ранее Касагранде уже основал схожую микрофинансовую компанию South Pacific Business Development, которой новый фонд оказал существенную поддержку).
The MicroDreams Foundation использует микрокредиты, кредитные поручительства и другие средства для оказания экономической помощи самым бедным сообществам, особенно женщинам. Также фонд даёт толчок небольшим микрофинансовым сетям, которые другие инвесторы считают рискованными для долгосрочных вложений. Он предоставляет им стартовый капитал, обучает персонал, изучает местный рынок микрокредитов, помогает партнёрам страховать жизни клиентов и открывать им сберегательные счета, агитирует бедняков инвестировать в образование своих детей. Инвесторами MicroDreams выступали Фонд Мулаго, Jasmine Social Investments, Oikocredit и новозеландский оператор мобильной рекламы Snakk Media.

## История
Первоначально MicroDreams был основан как американское и новозеландское отделение компании South Pacific Business Development для поддержки финансирования операций на Самоа. После того, как микрофинансовые операции на Самоа окупились, MicroDreams начал оказывать финансовую помощь фондам в других странах Океании (формально The MicroDreams Foundation остаётся дочерней организацией South Pacific Business Development). В 2007 году фонд произвёл ребрендинг и получил нынешнее название, а также вышел на рынок Латинской Америки. В 2009 году The MicroDreams Foundation оказал существенную помощь населению Самоа, пострадавшему от масштабного цунами. По состоянию на 2014 год фонд выделил партнёрам более 1,5 млн долл. прямого финансирования и 850 тыс. долл. дополнительного финансирования.